# Škoda Vision D
Škoda Vision D ist eine Designstudie des tschechischen Automobilherstellers Škoda Auto. Das Fahrzeug wurde im Frühjahr 2011 auf dem Genfer Automobilsalon vorgestellt. Das Fahrzeug stellte das neue Corporate Design des Unternehmens begleitend vor. Designer der Studie war der Slowake Jozef Kabaň, der auch maßgeblich für das neue Logo verantwortlich war. Das neue, vom Unternehmenslogo unterscheidbare Fahrzeuglogo, wurde erstmals auf der Designstudie platziert und vorgestellt. Dieses sollte ab 2012 mit den neuen Modellen serienmäßig angebracht werden und wurde ab 2013 umgesetzt. Es zeigt den Škoda-Pfeil auf schwarzem Grund mit Chromelementen.
Im Innenraum des Fahrzeugs befindet sich Silikon auf dem Armaturenbrett und böhmisches Kristallglas als Intarsien. Die weiße Schräghecklimousine hat vier Türen.